# 窓口用軟骨伝導イヤホン
窓口用軟骨伝導イヤホン（まどぐちようなんこつでんどうイヤホン）は、聴覚障害者が役所、金融機関などの窓口で困らないための環境整備を目的として開発されたイヤホン。
軟骨伝導聴覚発見者で奈良県立医科大学の細井裕司学長によって開発された。軟骨伝導（英語名：Cartilage conduction）は、音伝導経路の一つで、従来から知られている気導、骨伝導とは異なることから「第3の聴覚経路」と言われている。
従来のイヤホンでは、音を出す穴があり、先に使用した人の耳垢や皮脂が付着するため不潔で使用できなかった。音を出す穴がなく、球形で表面が平滑な軟骨伝導イヤホンによって、窓口で多数の人が清潔に使用できる聴覚補助イヤホンが実現した。名称については、当初種々の名称が用いられたが、現在は「窓口用軟骨伝導イヤホン」で統一されている。

## 構成
窓口用軟骨伝導イヤホンは、TRA社のマイクロホンとアンプを備えた本体、CCHサウンド社の軟骨伝導技術を用いた軟骨伝導イヤホン、本体を設置するスタンド、イヤホンを設置するスタンドからなる。本体にもパッテリーが内蔵されているが、通常は本体に電力を供給するパッテリーを備えている。

## 使用法
本体を役所等の職員側に置き、イヤホンを利用者側に置く。約1mの線で本体とイヤホンは連結されており、利用者はイヤホンを両耳の耳甲介腔に置く。職員は大声を出す必要がなく、マイクロホンから入った職員の声が軟骨伝導イヤホンによって利用者の外耳道内に生成される。
音声が利用者の外耳道内で生成されるので明瞭に聞こえ、隣の人に漏れることはない。

## 窓口用聴覚補助装置が軟骨伝導イヤホンでなければならない理由
高齢者をはじめ難聴の方が窓口で職員の声を聞くための方法として、スピーカーとイヤホンが考えられる。スピーカーは周囲の人にも話の内容が聞こえるので使用できない。
通常のイヤホンは音を出す穴や凹凸があり先に使用した人の耳垢や皮脂が付着するため不潔で使用できない。
軟骨伝導イヤホンは、音を出す穴がなく、球形で表面が平滑なので、清潔が保てることから、窓口で多数の人が使用できる窓口用聴覚補助イヤホンが実現した。

## 全国に普及の状況
2023年2月27日奈良県立医科大学と「良い仕事おこしフェア実行委員会（事務局：城南信用金庫（東京））」による連携協定締結式において、多数の報道機関に対し、デモンストレーションが行われた。その後、城南信用金庫全店舗に導入され、次いで奈良中央信用金庫をはじめ全国の信用金庫に導入されるようになった。東京都狛江市を初めとして座間市、宇陀市、奈良県など自治体への導入も進んできた。警察署、病院にも導入されるようになり、業種を問わず全国の窓口での導入が進んでいる。